# غوستاف إيكستاين
غوستاف إيكستاين (بالإنجليزية: Gustav Eckstein)‏ هو فيلسوف وعالم أمريكي، ولد في 1890 في سينسيناتي في الولايات المتحدة، وتوفي في 23 سبتمبر 1981.